# Sierra del Ventós
La sierra del Ventós es un conjunto montañoso español, ubicado en la provincia de Alicante entre los municipios de Agost y Tibi. Se extiende en la vertiente sur de la Sierra del Maigmó y forma un circo natural con la sierra de los Castellans que desciende hacia el sur hasta cerca de Agost.

## Toponimia
El nombre "Ventós" hace referencia al viento, ya que en la cima es habitual que sople con bastante fuerza. Su cota dominante es el Cabezo Ventós (en valenciano, Cabeço Ventós) , a veces conocido erróneamente como Cabezón Ventós (en valenciano, Cabeçó Ventós), el cual posee 902 metros de altitud sobre el nivel del mar.

## Geografía
Desde la cima del Ventós se contempla la magestuosidad del Maigmó, además de buenas vistas de la sierra del Cid y gran parte de la comarca del Alacantí, incluso en días despejado la isla de Tabarca o el cabo de Santa Pola.
El Ventós junto a la sierra de La Escobella separados por el Pla de Xirau forman una barrera natural que delimita a un lado la comarca del Hoya de Alcoy y al otro el Campo de Alicante.
La sierra del Ventós se enmarca en el ámbito de la Cordillera Subbética, predominando los materiales calcáreos. La vegetación se desarrolla en un ambiente árido, donde predomina el esparto así como pequeñas rogladas de pinares y carrascales que no llegan a formar un bosque como en el próximo Maigmó.
Por sus faldas discurren dos barrancos, el barranco del Ventós y el barranco Blanco. En la sierra se sitúa un acuífero kárstico cuyas aguas se utilizan para el abastecimiento de agua del municipio de Agost. El acuífero presenta unas dimensiones muy pequeñas con una superficie de 7 km² y un área de recarga en torno a 5 km², esto hace que sean pocos los puntos de agua relacionados con este acuífero, donde actualmente solo se aprovecha un único sondeo.

## Historia
La sierra del Ventós fue de suma importancia al quedar como frontera internacional en 1244. En la cumbre se ubicó el mojón que dividía los reinos de Valencia y Castilla, con la raya trazada por el Tratado de Almizra, y por ende dos sistemas jurídicos diferentes.
Quedaban divididos los términos generales de las villas de Tibi (Reino de Valencia) y Agost (Reino de Castilla), quedando como poblaciones fronterizas y limítrofes entre sí. La raya fronteriza que marcaba la frontera de ambos reinos transcurría desde los hitos del Cabezón de Oro hasta Biar.
Gracias a la tesis doctoral del profesor Jorge Payá "Régimen jurídico de las aguas del río Verde-Monnegre (siglos XIII-XVIII)", se ha permitido conocer la carta del procurador general del reino de Murcia, Jaime Pérez de Aragón, fechada en 1297, en la que se describe por dónde transcurría la línea fronteriza acordada en el Tratado de Almizra y hasta qué punto la misma convertía sus inmediacciones en lo que hoy denominaríamos territorio transfronterizo. Según este documento, la frontera trazada en Almizra tenía el siguiente recorrido:

Primerament en la partida de Vilajoiosa a la mar diez millas al Carrisalejo, pegado a la mar, y del Carrisal a la Muela y de la Muela al Cantal del Spino, al cabo del barranco de la Alcantarola y del Cantal del Spino a Cabeçonsuelo, a la Penya forada del Cabeçon y Cabeçonsuelo al Vergeret y del Vergeret a los Guardos Viejos y de los Guardos Viejos a Monnegro y del Monnegro a Lalcubilla y de Lalcubilla al Ventoso sube al barranco arriba del Maymon y del Maymon a las vertientes de la sierra fasta la sierra, y de la sierra todas las vertientes de la Solana […].

Los mojones que dividían la frontera de los reinos se ubicaban en las cumbres más altas de las sierras que discurría, donde la evolución de los topónimos desde 1297 es singular: Monnegro hace referencia al Cabeç de Montnegre (515m), Lalcubilla hace referencia a La Escobella (693m), Ventoso es el Cabezo del Ventós (902m) y el Maymon es el Maigmó (1.296m).

## Núcleo de población El Ventós
Además, la sierra del Ventós da nombre al núcleo de población perteneciente al municipio de Agost el cual posee 78 habitantes (INE 2024).